# Río Oyapoque
El río Oyapoque (en portugués Oiapoque y en francés Oyapock), también conocido históricamente como río Vicente Pinzón, es un río sudamericano que forma la frontera entre el departamento de ultramar francés de la Guayana Francesa y el estado brasileño de Amapá. Nace en las montañas Tumuk Humuk (Tumuc-Humuc) y fluye hacia el océano Atlántico.

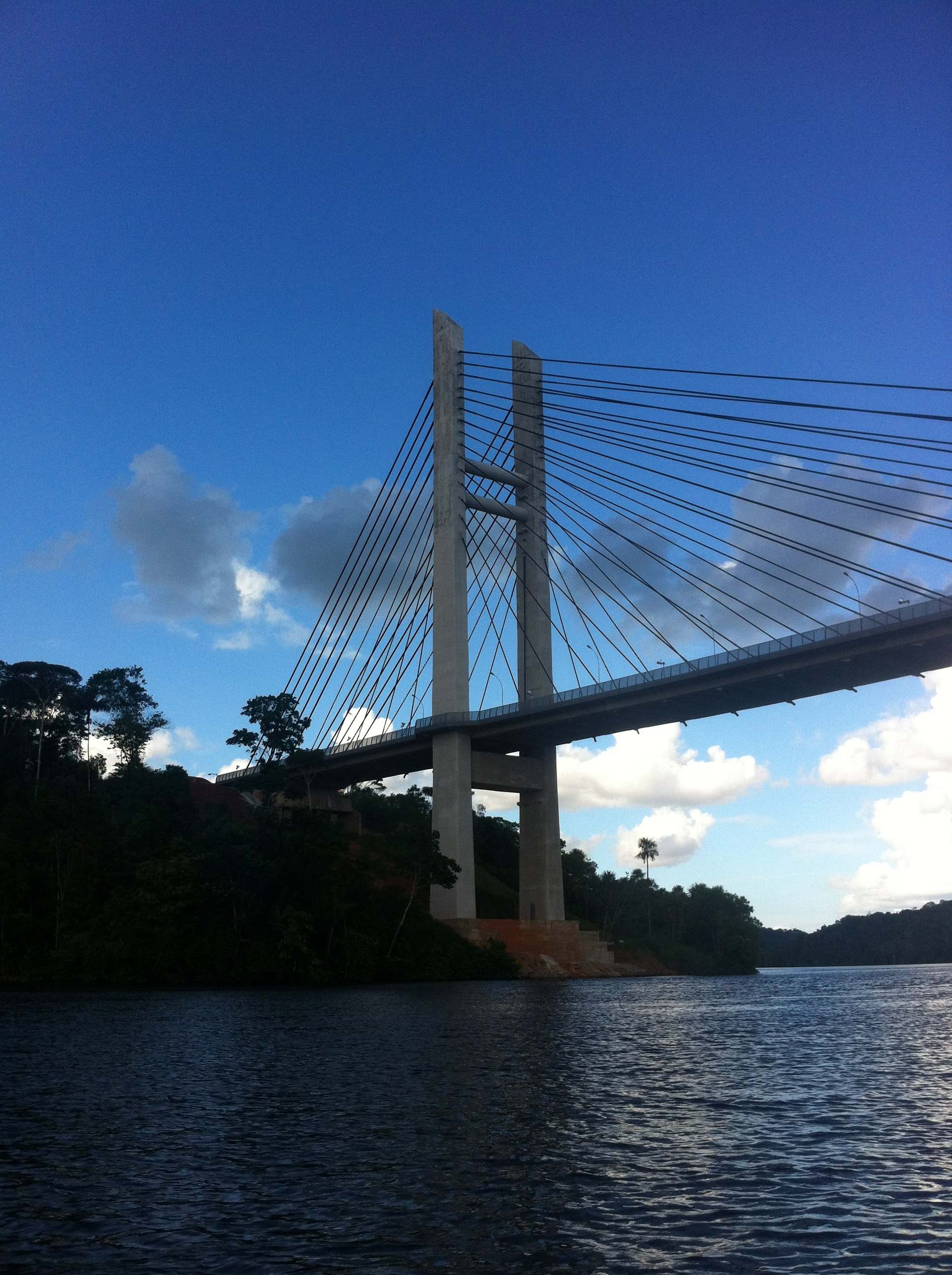
Vista del puente sobre el río Oyapoque

Entre los siglos XVI y XVIII el río recibió el nombre de río de Vicente Pinzón en homenaje a Vicente Yáñez Pinzón, el explorador español que lo descubrió.
Sobre el Oyapoque se encuentra el único puente que une a Brasil con Francia, el puente sobre el río Oyapoque.